# Chronica maiora

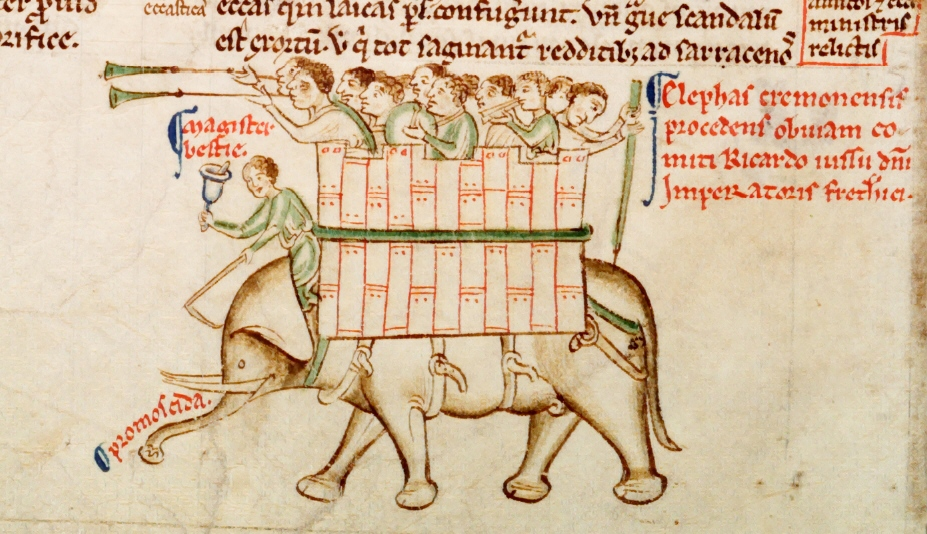
Illustration zur Prozession in Cremona mit dem sogenannten Elefanten von Cremona aus der Chronica maiora (Parker Library, MS 16, fol. 151v). Rechts in roter Schrift: Elephas Cremonensis procedens obviam comiti Ricardo iussu domini imperatoris Fretherici.

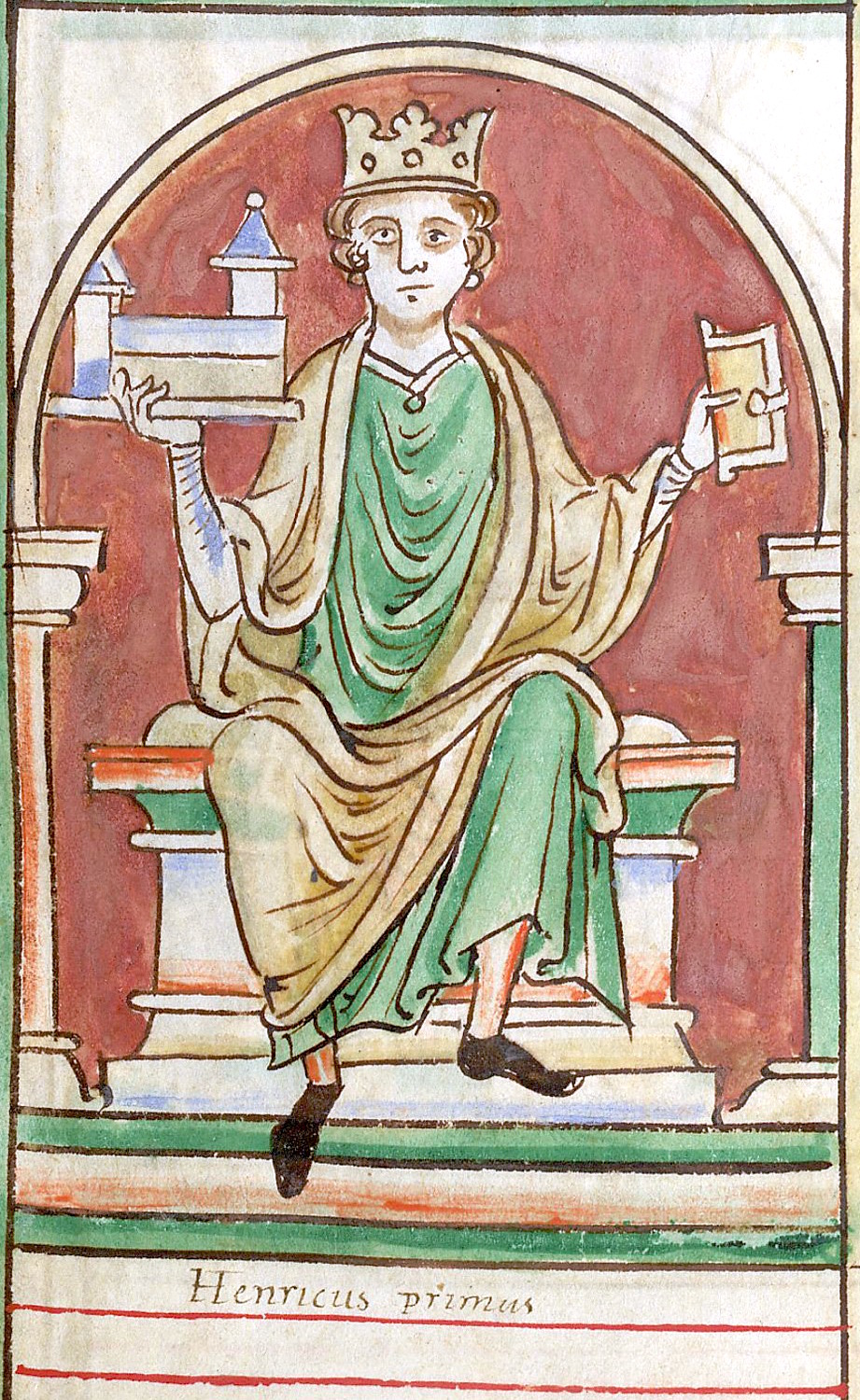
Porträt Heinrichs I. von England, aus der Chronik von Matthäus Paris

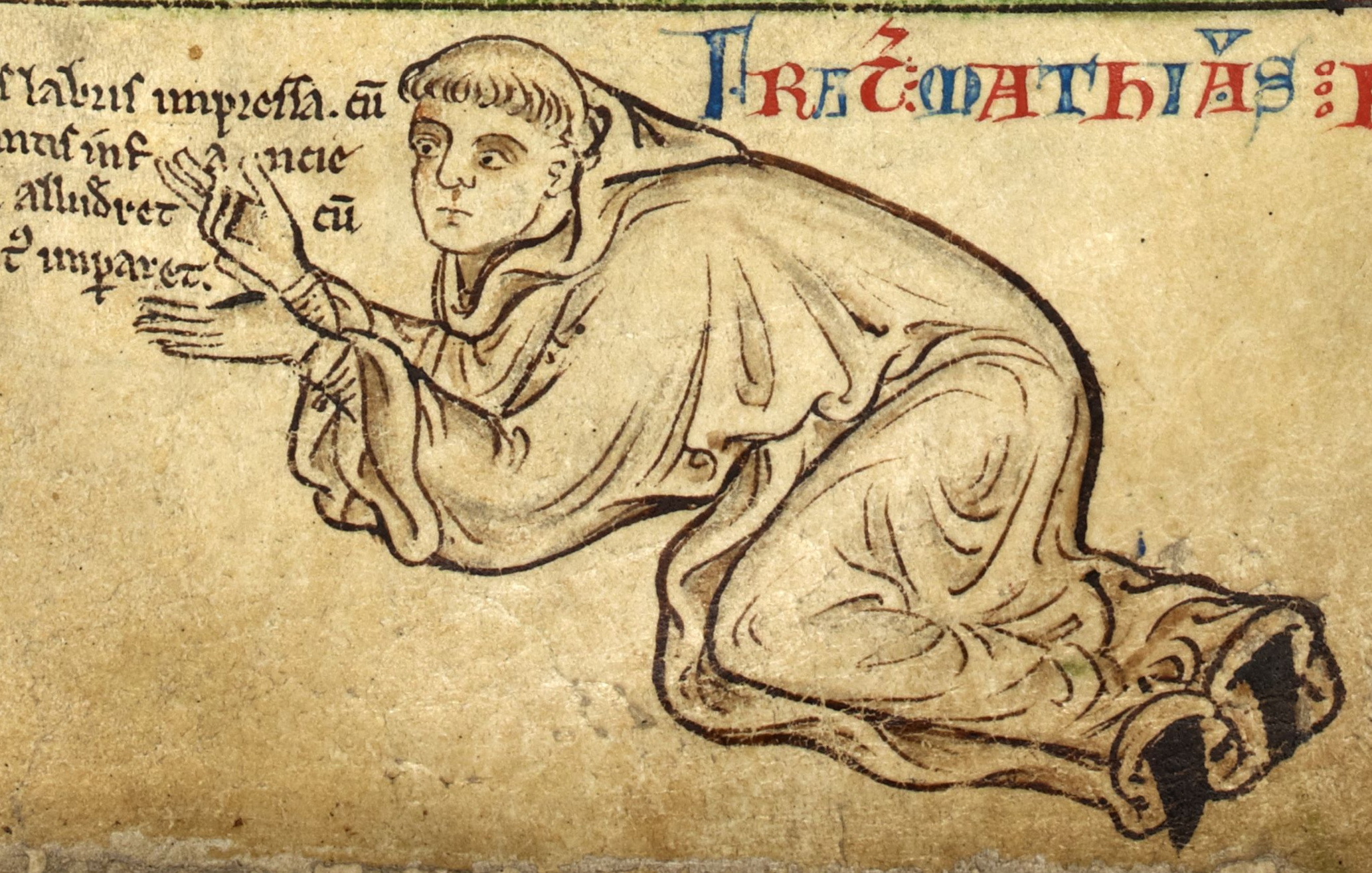
Matthaeus Parisiensis

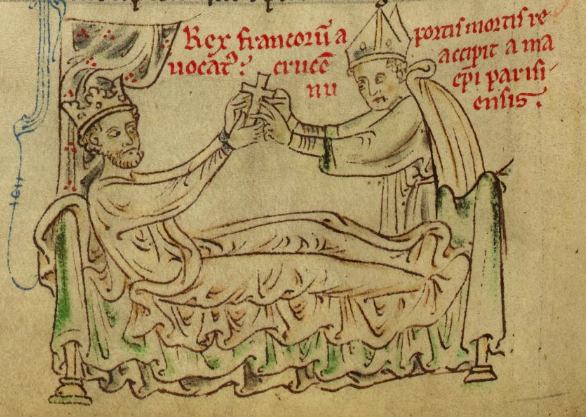
Auf dem Krankenbett liegend bekräftigt Ludwig IX. von Frankreich sein Kreuzzugsgelübde. Matthäus von Paris, Historia Anglorum

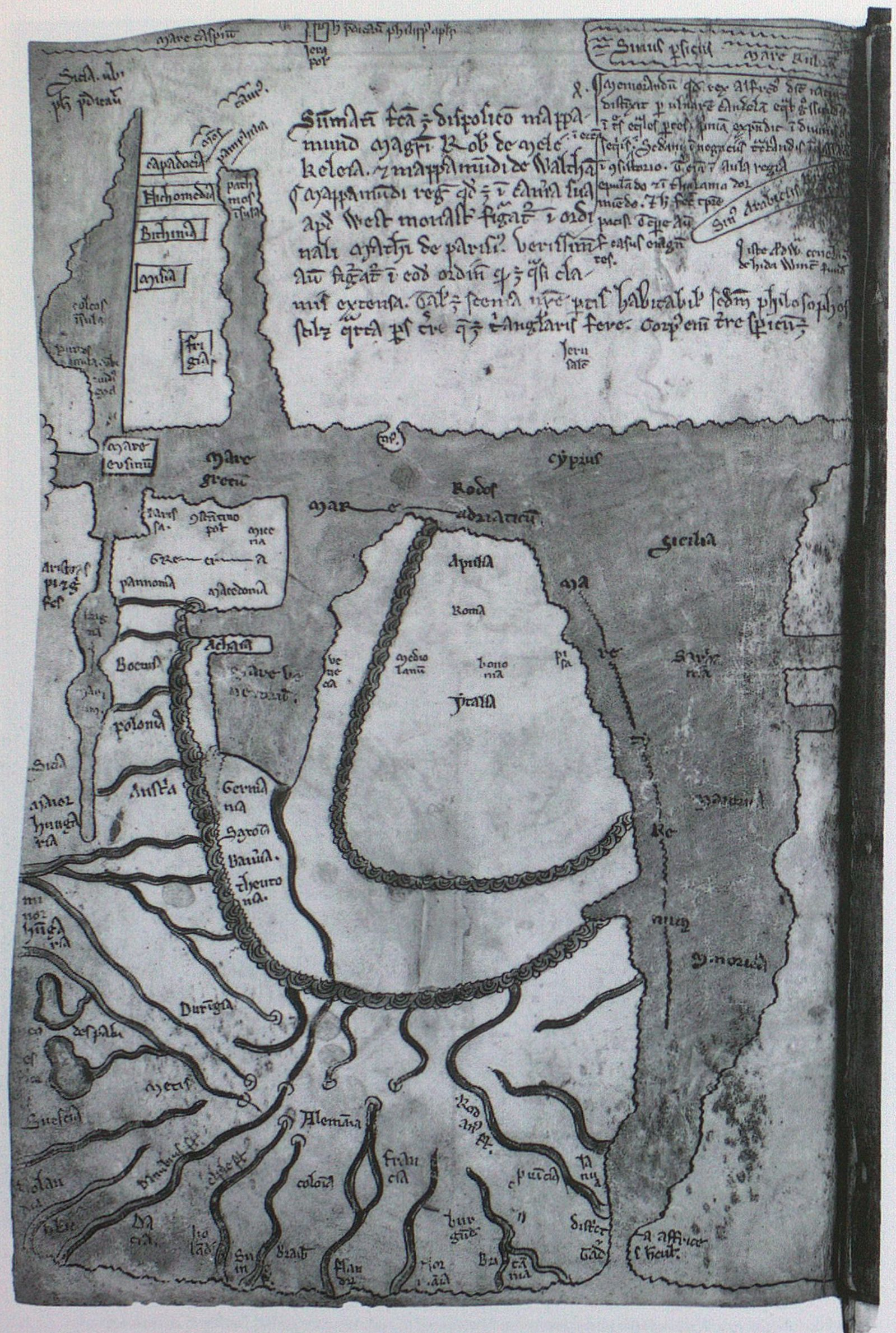
Eine Weltkarte in den Chronica maiora. Handschrift Cambridge, Corpus Christi College, Parker Library, Ms. 26, Seite 284 (um 1250)

Die Chronica maiora (Größere Chronik, auch Chronica maior, Chronica majora, Historia major) ist das als Universalchronik angelegte Hauptwerk von Matthaeus Parisiensis, deutsch: Matthäus von Paris (um 1200–1259).
Das in Latein verfasste Geschichtswerk beginnt bei der Erschaffung der Welt und reicht bis in das Jahr 1259. Sein Verfasser war Benediktinermönch im Kloster St. Albans bei London. Die Chronica maiora fußt auf dem Werk eines anderen Historikers aus St. Albans, dem Flores Historiarum von Roger von Wendover († 1236). Die Chronica maiora ist eine wichtige Quelle für die ausgehende Stauferzeit (vgl. Friedrich II.). Der Papst und die Zustände in der Kurie werden darin häufig angegriffen.
Das Werk ist in drei Bilderhandschriften überliefert. Zwei davon befinden sich in der Parker Library des Corpus Christi College der Universität Cambridge, Signatur CCCC 26 und CCCC 16. Die dritte befindet sich in der British Library unter der Signatur BL Royal 14.C.vii. Ein anderes Manuskript befindet sich in der Cotton Library der British Library, Signatur BL Cotton Nero D.v.
´

## Ausgaben
- Henry Richards Luard (Hrsg.): Matthaei Parisiensis, monachi Sancti Albani, Chronica majora. 7 Bände. London 1872–1884 (Rolls Series.) 1 2 3 4 5 6 7 (mit Index und Glossar).
- Felix Liebermann (Hrsg.): Matthaeus Parisiensis, Chronica Maiora. In: Monumenta Germaniae Historica. SS 28, Hannover 1888, S. 107–389 Digitalisat (Auszüge).

## Übersetzungen

### Englisch
- Matthew Paris’s English History, übers. von John Allen Giles. 3 Bde., London 1852–1854 (Bd. 1, Bd. 2, Bd. 3).

### Französisch
- La grande chronique d’Angleterre (Sources de l’histoire d’Angleterre)

### Deutsch
- Auszüge aus der größeren Chronik des Matthäus von Paris. Nach der Ausgabe der Monumenta Germaniae übersetzt von G. Grandaur und W. Wattenbach (= Die Geschichtschreiber der deutschen Vorzeit in deutscher Bearbeitung unter dem Schutze Sr. Maj. des Königs Friedrich Wilhelm IV. von Preussen herausgegeben von G. H. Pertz, I. Grimm, K. Lachmann, L. Ranke, K. Ritter. Fortgesetzt von W. Wattenbach. Dreizehntes Jahrhundert. 5. Band).